# Toine Jager
Toine Jager was een voormalig Nederlands profhonkballer, en speelde bij Kinheim.

## Biografie
Jager gooit en slaat rechtshandig. Hij speelde van 1997 tot 1999 in het eerste elftal van het Nederlands team. Daarmee behaalde hij als outfielder de EK finale, maar werd daar 2de. Hij speelde ook in Jong Oranje. Hij speelt sinds medio bij het Dreamteam van Kinheim.